# サン・ニコーラ・デッラルト
サン・ニコーラ・デッラルト（イタリア語: San Nicola dell'Alto）は、イタリア共和国カラブリア州クロトーネ県にある、人口約800人の基礎自治体（コムーネ）。

## 地理

### 位置・広がり

#### 隣接コムーネ
隣接するコムーネは以下の通り。
- カルフィッツィ
- カザボーナ
- メリッサ
- パッラゴリーオ